# Tristerix rhodanthus
Tristerix rhodanthus är en tvåhjärtbladig växtart som beskrevs av Kuijt. Tristerix rhodanthus ingår i släktet Tristerix och familjen Loranthaceae. Inga underarter finns listade i Catalogue of Life.